# Mirosław Mitka
Mirosław Mitka (ur. 12 kwietnia 1954) – polski piłkarz.
Był wychowankiem Śląska Wrocław, występował na pozycji obrońcy. W I lidze wystąpił w meczu w 1977 roku. W tym samym roku zdobył tytuł mistrza Polski z drużyną Śląska Wrocław.